# ニルヴァーナ (アメリカ合衆国のバンド)
ニルヴァーナ（英: Nirvana）は、アメリカ合衆国出身のロックバンド。オルタナティヴ・ロック、またはグランジの先駆者として知られている。ローリングストーン誌選出「歴史上最も偉大な100組のアーティスト」第30位。

## 概要
1987年にワシントン州アバディーンで、リードシンガー兼ギタリストのカート・コバーンとベーシストのクリス・ノヴォセリックによって結成され、チャド・チャニングなどのドラマーを経て、1990年にデイヴ・グロールを加入させた。ニルヴァーナの成功は、オルタナティヴ・ロックを世に広め、ジェネレーションXの代表的なバンドとして言及されることが多かった。また、彼らの音楽は人気を維持し、現代のロック文化に影響を与え続けている。
1980年代後半、シアトルのグランジ・シーンの一員としての地位を確立し、1989年に独立系レコードレーベル「サブ・ポップ」からファースト・アルバム『ブリーチ』をリリースした。彼らは、静かな詩と大きくて重いコーラスの間のダイナミックなコントラストに依存したサウンドを開発した。1991年にメジャーレーベルのDGCレコードと契約したニルヴァーナは、画期的なセカンド・アルバム『ネヴァーマインド』（1991年）からのファースト・シングル「スメルズ・ライク・ティーン・スピリット」で、予想外のメインストリームでの成功を収めた。1990年代の文化的現象となった『ネヴァーマインド』は、RIAAからダイアモンドと認定され、ヘアメタルや産業ロックによる支配に終止符を打ったとされている。
そのパンク的な美学を特徴とし、ポップなメロディーとノイズを融合させ、拒絶反応や社会的疎外感をテーマにしたことで、世界的な人気を獲得した。大規模なツアー、1992年のコンピレーション・アルバム『インセスティサイド』とEP『ホルモウニング』を経て、待望のサード・スタジオ・アルバム『イン・ユーテロ』（1993年）をリリースした。このアルバムは、アメリカとイギリスのアルバム・チャートでトップになり、批評家からも高い評価を受けた。
1994年4月にカートが自殺。これによりバンドは解散した。クリス、デイヴ、そしてカートの未亡人コートニー・ラヴが監修したさまざまな遺作が発表されている。遺作となったライブ・アルバム『MTV・アンプラグド・イン・ニューヨーク』（1994年）は、1996年のグラミー賞で最優秀オルタナティブ・ミュージック・パフォーマンス賞を受賞した。
活動した3年間で全世界で7,500万枚以上のレコードを売り上げ、アメリカン・ミュージック・アワード、ブリット・アワード、グラミー賞を受賞し、MTVビデオ・ミュージック・アワードを7回、NMEアワードを2回受賞した。ビルボード・オルタナティブ・ソング・チャートでは5つのナンバーワン・ヒット、ビルボード200では4つのナンバーワン・アルバムを達成した。2004年、ローリングストーン誌は、ニルヴァーナを史上最も偉大なアーティスト100に選出した。2014年には、資格取得1年目でロックの殿堂入りを果たした。

## 来歴
ワシントン州のアバディーンでリードシンガー／ギターのカート・コバーン、ベースのクリス・ノヴォセリック、そしてドラムのアーロン・バークハートによって1987年にバンドを結成。バンド名は、フィーカル・マター、セルアアウツ、スキッド・ロウ、ペン・キャップ・チュー、テッド・エド・フレッドといった変遷を経て、最終的に「ニルヴァーナ」（＝涅槃）に落ち着いた。
ドラマーが安定せず数回メンバーチェンジを繰り返し、やがてチャド・チャニングに落ち着く。
1980年後半のグランジシーンにて存在感を増しつつあったニルヴァーナは、1989年に独立レーベルであるサブ・ポップと契約を交わし、彼らの最初のアルバムである『ブリーチ』をリリースした。バンドのメイン作曲者であったカートは、次第に"静かなヴァースと激しいヘビーなコーラスの繰り返し"というダイナミックな対比という手法を確立していく。それからほどなくして、技術的な問題からカートはドラマーのチャドを解雇する。その後、オーディションを経てデイヴ・グロールをドラマーに迎え、よく知られたメンバーが顔をそろえることとなる。
1990年に、メジャーレーベルであるゲフィン・レコードと契約。1991年に発表したセカンド・アルバム『ネヴァーマインド』はBillboard 200で1位を記録、MTVではシングル「スメルズ・ライク・ティーン・スピリット」がリピートされるなど、当時のアメリカ音楽界に衝撃を与え、ヘヴィメタルから一夜にしてグランジが新たなトレンドとなった。ニルヴァーナを筆頭に、パール・ジャムやアリス・イン・チェインズ、サウンドガーデンなどのグランジ・バンドが新たな若者達のヒーローとして祭り上げられた。
カートのヘロイン中毒という問題を抱えていたバンドは一時活動麻痺の状態となるが、1992年にコンピレーション・アルバム『インセスティサイド』を発表。続く1993年には、ニュー・アルバム『イン・ユーテロ』を発表している。予想された程の売れ行きではなかったが、アメリカとイギリスのチャートのトップにランクインした。
ドラッグにのめり込んでいたカートは、自殺未遂や奇行を繰り返していた。最後の40日間でも、ドラッグの購入、自殺未遂などがあり、ついには1994年4月5日にシアトルの自宅にてショットガンで頭を撃ち、自殺。
カートの死後、ライブ盤を含む何枚かのアルバムがリリースされている。2人の残ったメンバーであるデイヴとクリス及び妻のコートニーは、レア音源やリリースされていない曲の発表に関する問題で激しく議論した。2002年10月29日に法廷で決着がつき、ヒット曲やカート生前最後のレコーディング音源である未発表曲「ユー・ノウ・ユー・アー・ライト」を含むアルバム『ニルヴァーナ』が発表された。
ニルヴァーナの解散後、デイヴはフー・ファイターズを結成し、2011年に発売された『ウェイスティング・ライト』はバンド初のBillboard 200での1位を獲得するなど、今も活動している。一方、クリスはスウィート75、アイズ・アドリフトというバンドを結成したが、近年は政治・執筆活動に専念している。
2012年12月12日に、ニューヨークで行われたハリケーン「サンディ」の被害支援チャリティー・ライブで、デイヴとゲスト・ボーカルのポール・マッカートニーと共作した新曲「カット・ミー・サム・スラック」をクリス、パット・スメアと共に披露した。
2018年、セカンド・アルバム『ネヴァーマインド』がグラミーの殿堂入り。
2025年1月31日に、ロサンゼルス山火事時の被害者を支援するために開かれたチャリティー・コンサート「ファイアーエイド」にて、クリス、デイヴ、ツアーギタリストであったパット・スメアと楽曲ごとに異なるヴォーカルを招待し、演奏した。セイント・ヴィンセントとは「ブリード」、キム・ゴードンとは「スクール」、ジョーン・ジェットとは「テリトリアル・ピッシングス」、そしてデイヴの娘のヴァイオレットとは「オール・アポロジーズ」を演奏した。

## 備考
アメリカのテレビドラマ『コールドケース 迷宮事件簿』のシーズン3エピソード12「遺書」は、カートに心酔した青年のエピソードであり、当初は全曲ニルヴァーナを使用する予定だったが、「コートニー殺害説」等のエピソードの内容から、著作権継承者のコートニーが楽曲の使用許可を出さなかったため、無関係な曲を使用せざるを得なくなった。一連の事情を聞かされていた主演のキャスリン・モリスが、たまたま買い物中にコートニーと遭遇した際、怒りの感情が沸き上がったと来日時のイベントで発言した。一方で、シーズン5エピソード1の「プール」は問題がなかったらしく、全曲にニルヴァーナが使用されている。

## ガンズ・アンド・ローゼズとの関係
ガンズ・アンド・ローゼズとは対立関係にあり、それは当時のファンを二分するほどだった。カートはガンズに対し、「ガンズ・アンド・ローゼズはロック・スターになりたかっただけ」「ガンズ・アンド・ローゼズにはファッションしかない。俺たちにはパッション（情熱）がある」と発言している。
元々アクセル・ローズはニルヴァーナのファンであったが、カートが一方的にアクセルとガンズ側を批判したため、対立関係が生まれた。カートの死後、アクセル以外の元ガンズ・メンバーとニルヴァーナ・メンバーは和解し、元メンバーのバンド、ヴェルヴェット・リヴォルヴァーは「ネガティヴ・クリープ」をカバーしている。
2010年に発表された、スラッシュ初のソロ・アルバムには、デイヴとダフ・マッケイガンが参加しており、デイヴとダフは何度か共演も果たしている。

## メンバー
| 名前                                           | プロフィール                                                                   | 担当楽器              | 在籍期間               |
| 最終メンバー                                   | 最終メンバー                                                                   | 最終メンバー          | 最終メンバー           |
| ---------------------------------------------- | ------------------------------------------------------------------------------ | --------------------- | ---------------------- |
| カート・コバーン （英: Kurt Cobain）           | 1967年2月20日 - 1994年4月5日（27歳没） アメリカ合衆国 ワシントン州アバディーン | ボーカル リードギター | 1987年 - 1994年        |
| クリス・ノヴォセリック （英: Krist Novoselic） | 1965年5月16日（60歳） アメリカ合衆国 ワシントン州アバディーン                  | ベース                | 1987年 - 1994年        |
| デイヴ・グロール （英: Dave Grohl）            | 1969年1月14日（56歳） アメリカ合衆国 オハイオ州ウォーレン                      | ドラムス コーラス     | 1990年 - 1994年        |
| ツアー・メンバー                               |                                                                                |                       |                        |
| パット・スメア （英: Pat Smear）               | 1959年8月5日（66歳） アメリカ合衆国 ロサンゼルス                               | リズムギター コーラス | 1993年 - 1994年        |
| ジョン・ダンカン （英: John Duncan）           | 1958年8月14日（67歳） スコットランド グラスゴー                                | リズムギター          | 1992年 - 1993年        |
| ロリ・ゴールドストン （英: Lori Goldston）     | アメリカ合衆国                                                                 | チェロ                | 1993年 - 1994年        |
| メロラ・クリーガー （英: Melora Creager）      | 1966年3月25日（59歳） アメリカ合衆国 ミズーリ州カンザスシティ                  | チェロ                | 1994年                 |
| 旧メンバー                                     |                                                                                |                       |                        |
| アーロン・バークハード （英: Aaron Burckhard） | 1963年11月14日（61歳） アメリカ合衆国 カリフォルニア州オークランド             | ドラムス              | 1987年 - 1988年 1988年 |
| デイル・クローヴァー （英: Dale Crover）       | 1967年10月23日（57歳） アメリカ合衆国 ワシントン州アバディーン                 | ドラムス              | 1988年 1990年          |
| デイヴ・フォスター （英: Dave Foster）         |                                                                                | ドラムス              | 1988年                 |
| チャド・チャニング （英: Chad Channing）       | 1967年1月31日（58歳） アメリカ合衆国 カリフォルニア州サンタローザ              | ドラムス              | 1988年 - 1990年        |
| ジェイソン・エヴァーマン （英: Jason Everman） | 1967年10月16日（57歳） アメリカ合衆国 アラスカ州                               | リズムギター          | 1989年                 |
| セッション・メンバー                           |                                                                                |                       |                        |
| マーク・ピクレル （英: Mark Pickerel）         | アメリカ合衆国 ワシントン州エレンズバーグ                                      | ドラムス              | 1989年                 |
| ダン・ピーターズ （英: Dan Peters）            | 1967年8月18日（57歳） アメリカ合衆国 ワシントン州シアトル                      | ドラムス              | 1990年                 |
| カーク・キャンニング （英: Kirk Canning）      | アメリカ合衆国 ワシントン州エレンズバーグ                                      | チェロ                | 1991年                 |
| ケラ・シャリー （英: Kera Schaley）            | アメリカ合衆国 ワシントン州エレンズバーグ                                      | チェロ                | 1993年                 |

## ディスコグラフィ

### シングル
| タイトル                                                            | 発売年 | 最高位 | 最高位  | 最高位  | 最高位 | 最高位 | 最高位 | 最高位 | 最高位 | 最高位 | 最高位 | 最高位 | 最高位 | 最高位 | 最高位 | 最高位 | 初収録アルバム                        |
| タイトル                                                            | 発売年 | US     | US Main | US Alt. | AUS    | BEL    | CAN    | EU     | FIN    | FRA    | IRE    | NLD    | NZ     | PT     | SWE    | UK     | 初収録アルバム                        |
| ------------------------------------------------------------------- | ------ | ------ | ------- | ------- | ------ | ------ | ------ | ------ | ------ | ------ | ------ | ------ | ------ | ------ | ------ | ------ | ------------------------------------- |
| ラヴ・バズ                                                          | 1988   | ―      | ―       | ―       | ―      | ―      | ―      | ―      | ―      | ―      | ―      | ―      | ―      | ―      | ―      | ―      | ブリーチ                              |
| スリヴァー                                                          | 1990   | ―      | ―       | 19      | ―      | ―      | ―      | ―      | ―      | ―      | 23     | ―      | ―      | ―      | ―      | 77     | 未収録                                |
| スメルズ・ライク・ティーン・スピリット                              | 1991   | 6      | 7       | 1       | 5      | 1      | 9      | 4      | 8      | 1      | 15     | 3      | 1      | 2      | 3      | 7      | ネヴァーマインド                      |
| カム・アズ・ユー・アー                                              | 1992   | 32     | 3       | 3       | 25     | 15     | 27     | 15     | 8      | 12     | 7      | 16     | 3      | 8      | 24     | 9      | ネヴァーマインド                      |
| リチウム                                                            | 1992   | 64     | 16      | 25      | 53     | 28     | 83     | 19     | 1      | ―      | 5      | 17     | 28     | 4      | ―      | 11     | ネヴァーマインド                      |
| イン・ブルーム                                                      | 1992   | ―      | 5       | ―       | 73     | ―      | ―      | 65     | 16     | ―      | 7      | 87     | 20     | 10     | 30     | 28     | ネヴァーマインド                      |
| ハート・シェイプト・ボックス                                        | 1993   | ―      | 4       | 1       | 21     | 31     | 17     | 16     | 9      | 37     | 6      | 36     | 9      | 4      | 16     | 5      | イン・ユーテロ                        |
| オール・アポロジーズ / レイプ・ミー                                 | 1993   | ―      | 4 ―     | 1 ―     | 58     | 43     | 41 ―   | 77     | ―      | 20     | 20     | ―      | 32     | ―      | ―      | 32     | イン・ユーテロ                        |
| ペニーロイヤル・ティー                                              | 1994   | ―      | 3       | ―       | ―      | ―      | ―      | ―      | ―      | ―      | ―      | ―      | ―      | ―      | ―      | 121    | イン・ユーテロ                        |
| アバウト・ア・ガール                                                | 1994   | ―      | 3       | 1       | 4      | 13     | 10     | 64     | 8      | 23     | ―      | 22     | ―      | ―      | 20     | 185    | MTV・アンプラグド・イン・ニューヨーク |
| ユー・ノウ・ユーアー・ライト                                        | 2002   | 45     | 1       | 1       | ―      | ―      | ―      | ―      | ―      | ―      | ―      | ―      | ―      | ―      | ―      | ―      | ニルヴァーナ                          |
| 「―」はチャート圏外もしくは対象地域で未発表ということを表している。 |        |        |         |         |        |        |        |        |        |        |        |        |        |        |        |        |                                       |

### スタジオ・アルバム
| 発売年 | 邦題             | 原題        | 最高位 （US） | 認定 |
| ------ | ---------------- | ----------- | ------------- | --- |
| 1989   | ブリーチ         | Bleach      | 89            | - アメリカ : プラチナ - カナダ : ゴールド - イギリス : プラチナ |
| 1991   | ネヴァーマインド | Nevermind   | 1             | - アメリカ : ダイヤモンド - AUS : 5×プラチナ - オーストリア : プラチナ - カナダ : ダイヤモンド - フィンランド : ゴールド - ドイツ : 2×プラチナ - オランダ: Platinum - ニュージーランド : 7×プラチナ - スウェーデン : ゴールド - スイス : プラチナ - イギリス : 6×プラチナ |
| 1993   | イン・ユーテロ   | en:In Utero | 1             | - アメリカ : 5×プラチナ - オーストリア : ゴールド - オーストラリア : 2×プラチナ - カナダ : 6×プラチナ - ドイツ : ゴールド - ニュージーランド : 3×プラチナ - オランダ : ゴールド - ノルウェー : ゴールド - スウェーデン : ゴールド - イギリス : 2×プラチナ                 |

### ライブ・アルバム
- 『MTV・アンプラグド・イン・ニューヨーク』 - MTV Unplugged in New York (1994年) ※最高位1位、5xプラチナム（U.S.） 最高位1位、プラチナム（UK）
- 『フロム・ザ・マディ・バンクス・オブ・ウィシュカー』 - From the Muddy Banks of the Wishkah (1996年) ※最高位1位、プラチナム（U.S.） 4位（UK）
- 『ライヴ・アット・レディング』 - Live  at Reading (2009年)

### コンピレーション・アルバム
- 『ニルヴァーナ シングルズ』 - Nirvana Singles (1995年) ※日本では2006年に発売
- 『ニルヴァーナ』 - Nirvana (2002年) ※最高位3位、プラチナム（U.S.） 最高位3位、プラチナム

### 未発表曲・別テイク集
- 『ホルモウニング』 - Hormoaning (1992年) ※日本とオーストラリアのみ
- 『インセスティサイド』 - Incesticide (1992年) ※最高位39位、プラチナム（U.S.） 最高位14位、ゴールド（UK）
- 『ウィズ・ザ・ライツ・アウト』 - With the Lights out (2004年) ※最高位19位、プラチナム（U.S.） 56位（UK）
- 『スリヴァー』 - Sliver (2005年) ※最高位21位（U.S） 最高位56位（UK）

## 来日公演
- Nevermind Tour（1992年）
  - 2月14日 大阪 大阪国際交流センター
  - 2月16日 名古屋 名古屋クラブクアトロ
  - 2月17日 川崎 クラブチッタ川崎
  - 2月19日 東京 中野サンプラザ